# Atapuerca
Atapuerca je krasová oblast v severním Španělsku u obce téhož jména, asi 20 km východně od města Burgos v provincii Burgos. Ve zdejších jeskyních byly nalezeny archeologické pozůstatky nejstaršího osídlení hominidů v západní Evropě (až 800 tisíc let) a snad nejstarší hromadný pohřeb. Jakožto jedna z nejdůležitějších archeologických lokalit Španělska byla oblast v roce 2000 zapsána na seznam světového dědictví.